# Svetišče Icukušima
Svetišče Icukušima (厳島神社 (嚴島神社), Icukušima-džindža) je šintoistično svetišče na otoku Icukušima (popularno znan kot Mijadžima), najbolj znan po svojih »lebdečih« vratih tori. Stoji v kraju Hacukaiči v prefekturi Hirošima na Japonskem, dostopen s celine s trajektom na postaji Mijadžimaguči. Kompleks svetišča je uvrščen na Unescov seznam svetovne dediščine, japonska vlada pa je več stavb in lastnine označila za nacionalni zaklad.
Svetišče Icukušima je ena najbolj priljubljenih japonskih turističnih znamenitosti. Najbolj znan je po svojih dramatičnih vratih ali toriju na obrobju svetišča, svetih vrhovih gore Misen, obsežnih gozdovih in pogledu na ocean. Sam kompleks svetišča je sestavljen iz dveh glavnih stavb: svetišča Honša in Sesša Marodo-džindža ter 17 drugih različnih stavb in struktur, ki ga pomagajo prepoznati.

## Zgodovina

### Izvor
Icukušima-džindža je bilo glavno šintoistično svetišče (ičinomija - izraz, ki se nanaša na šintoistična svetišča z najvišjo stopnjo v provinci) province Aki.
Postavili naj bi ga leta 593, domnevno Saeki Kuramoto med vladavino cesarice Suiko (592–628 n. št.). Vendar pa je sedanje svetišče v javnosti pripisano Tairi no Kijomoriju, uglednemu plemiču cesarskega dvora in poznejšemu kanclerju (Daidžō-daidžin), ki je močno prispeval k izgradnji svetišča v času, ko je bil leta 1168 guverner province Aki. Drugi priznani pokrovitelj svetišča je bil Mori Motonari, gospodar domene Čōšū, ki je bil odgovoren za obnovo hondena leta 1571. Pomembno pa je omeniti, da naj bi zaradi vojne proti Sue Takafusu tam leta 1555, Motonari omadeževal otoško zemljo z bojem na otoku. Prelivanje krvi je kršilo stroge tabuje, namenjene ohranjanju svete čistosti, povezane s šintoističnimi svetišči. Edina ohranjena stavba v svetišču Icukušima iz obdobja Kamakura je Kjakuden ali »svetišče boga gosta«.

### Kijomori
V 12. stoletju ni bilo nenavadno, da je plemstvo gradilo svetišča ali se lotevalo drugih arhitekturnih projektov, da bi »odsevalo svojo moč in sijaj«. Taira so znani posebej po svoji vpletenosti v pomorsko trgovino z dinastijo Song ( 960–1279) in zaradi poskusa monopolizacije čezmorske trgovine vzdolž Notranjega morja Seto.
Kijomori je bil na vrhuncu svoje moči, ko je nad otokom vzpostavil oblast Taira. On je »ukazal gradnjo glavne dvorane svetišča Icukušima v znak spoštovanja do skrbniškega boga plovbe in da bi služil kot baza za pomorske dejavnosti ...« Mijadžima je kmalu postal družinsko svetišče Taira. Domnevno je Kijomori izbral lokacijo tudi zato, da bi se še bolj uveljavil v aristokraciji Heian kot tisti, ki je odstopal od družbenih norm šintoističnega romanja. Icukušimo je zasipaval z velikim bogastvom in rad je razkazoval kraj svojim prijateljem in kolegom ali celo kraljevim osebnostim...
Rečeno je tudi, da je Kijomori ponovno zgradil svetišče na podlagi sanj, ki jih je imel o starem menihu, ki mu je obljubil prevlado nad Japonsko, če zgradi svetišče na otoku Mijadžima in se pokloni njegovim kamijem, ki so tam zapisani za njegov uspeh v življenju. Prenove, ki jih je financirala Taira, so omogočile, da je Icukušima »zrasla v pomemben verski kompleks«. 

## Verski pomen
Svetišče Icukušima je posvečeno trem hčeram Susano-o no Mikoto: Ičikišimahime no mikoto, Tagorihime no mikoto in Tagicuhime no mikoto. Ta šintoistična božanstva, sicer znana kot sandžošin ali »tri ženska božanstva«, so boginje morja in neviht. Kijomori je verjel, da so boginje »manifestacije Kanona«, zato je bil otok razumljen kot dom bodhisatve. Icukušima v japonščini pomeni »otok, posvečen bogovom«. Pravzaprav se tudi sam otok šteje za boga, zato je bilo svetišče zgrajeno na obrobju otoka. Poleg svoje svetosti je gora Misen »njegov najvišji vrh«, visok približno 535 m. Turisti se lahko povzpnejo na vrh ali pa se peljejo z žičnico.
Njegovi zakladi vključujejo slavni Heike Nōkjō ali »Sutre, ki jih je posvetila hiša Taira«. Ti so sestavljeni iz dvaintridesetih zvitkov, na katere so Kijomori, njegovi sinovi in drugi člani družine prepisali sutre Lotosa, Amide in Srca, pri čemer je vsak dokončal prepis enega zvitka, ki je bil »okrašen s srebrom, zlata in bisera sam [Kijomori] in drugi člani njegovega klana«.
Prvotno je bila Icukušima čisto šintoistično svetišče, »kjer nobeno rojstvo ali smrt ni smela povzročiti onesnaženja«. Ker je sam otok veljal za svetega, navadnim prebivalcem skozi večino njegove zgodovine ni bilo dovoljeno stopiti nanj, da bi ohranili njegovo čistost. Ohranjanje čistosti del svetišča je tako pomemben, da od leta 1878 ni bila dovoljena nobena smrt ali rojstvo v njegovi bližini. Do danes naj bi se nosečnice umaknile na celino, ko se bliža dan poroda, prav tako neozdravljivo bolni ali zelo ostareli, katerih smrt je postala neizbežna. Pokopi na otoku so prepovedani. Da bi romarjem omogočili pristop, so svetišče zgradili kot pomol nad vodo, tako da se je zdelo, da lebdi, ločeno od kopnega. Rdeči vhod vrata ali tori so bila zgrajena nad vodo iz skoraj istega razloga. Prebivalci so morali svoje čolne usmeriti skozi tori, preden so se približali svetišču.

## Arhitektura
Japonska se je zelo potrudila, da bi skozi zgodovino ohranila arhitekturo svetišča v slogu 12. stoletja. Svetišče je bilo zasnovano in zgrajeno v skladu s slogom šinden-zukuri, opremljeno s pomoli podobnimi strukturami nad zalivom Macušima, da bi ustvarili iluzijo lebdenja na vodi, ločeno od otoka, ki bi se mu lahko približali pobožni »kot palači na morju«. Ta zamisel o prepletanju arhitekture in narave je odraz priljubljenega trenda v 16. stoletju kot tudi v obdobju Heian, v katerem so japonske strukture težile k »sledenju svojemu okolju«, pogosto dopuščale drevesom, vodi in druge oblike naravne lepote, ki se vključijo v dekoracijo domov in stavb. To je vodilo do veliko bolj intimnega odnosa med obema.
Najbolj prepoznavna in opevana značilnost svetišča Icukušima so njegova 50 čevljev visoka vrata otori iz cinobra (»velika vrata«), zgrajena iz kafrovega lesa, odpornega proti razpadu. Postavitev dodatne noge pred in za vsakim glavnim stebrom identificira tori kot odraz sloga Rjōbu šintō (dvojni šinto), srednjeveške šole ezoteričnega japonskega budizma, povezane s sekto Šingon. Zdi se, da tori lebdi le med plimo. Ko je oseka, je z otoka dostopen peš. Ob oseki je priljubljeno tudi nabiranje školjk v bližini vrat. Ponoči močne luči na obali osvetljujejo torije. Čeprav so vrata na mestu od leta 1168, sedanja vrata segajo šele v leto 1875.
Šintoistična arhitektura ima veliko različnih delov, med katerimi večina vključuje honden (本殿 - glavna dvorana) svetišča in nenavadno dolg haiden (拝殿 - glavni oratorij) ter njegov enako dolg heiden (幣殿- dvorana za daritve). Honden »je osem krat štiri polja velika stavba s streho kirizuma, prekrito z lubjem paciprese«. Njegove stene so okrašene z belim štukom; izdelane so bile s postopkom, ki je zahteval petnajst nanosov bele štukature, s pohištvom iz cinobra.
S strani haraidna glavnega svetišča se razteza oder noh, ki je iz leta 1590. Gledališke predstave Noh so se že dolgo uporabljale za poklon bogovom z obrednim igranjem ključnih dogodkov v šintoističnem mitu.
5. septembra 2004 je svetišče močno poškodoval tajfun Songda. Plošče in streha so bili delno uničeni, svetišče pa so začasno zaprli zaradi popravil. Danes lahko vsakdo obišče svetišče za 300 jenov.

## Galerija
- Tori ob oseki
- V vodi so zgrajene tudi stavbe, ki sestavljajo samo svetišče.
- Dvorane svetišča in poti na kolih.
- Petstopenjska pagoda v Icukušimi
- Jelen blizu tori vrat
- Ministrsko srečanje G7 leta 2016..
- Notranjost glavnega svetišča (haiden)
- Most v Mijadžima
- Pagoda Tahōtō

### V umetnosti
- Aki Province: Icukušima, upodobitev festivala Aki, Icukušima, Sairei no zu iz Slavni razgledi na šestdeset in nekaj provinc, Utagava Hirošige
- Icukušima v Provinci Aki, avtor Utagava Hirošige
- Mijadžima v Provinci Aki, avtor Kunisada
- Aki Mijadžima Šiohigari iz 100 pogledov na province,  Hirošige II.
- Svetišče Icukušima, Kobajaši Kijočika
- Mori Motonari napada Sue Harutaka pri Icukušimi, Cukioka Jošitoši
- Icukušima luna (Icukušima no cuki), Cukioka Jošitoši
- Sneg na jasen dan v Mijadžimi (seiten no yuki [Miyajima]), grafika iz lesoreza, iz serije Spomini potovanja II (Tabi mijage dai nišū), Hasui Kavase
- Iluminacija Lotos sutre podarjena leta 1164
- Mon znak svetišča Icukušima